# Millville (Indiana)
Millville è una comunità non incorporata degli Stati Uniti d'America nella contea di Henry nello Stato dell'Indiana.

## Storia
Millville fu progettata e pianificata nel 1854. Deve il suo nome a causa della presenza di un mulino nelle vicinanze. Un ufficio postale fu creato a Millville nel 1855, e rimase in funzione fino al 1928.